# Tyrolean Jet Services
Tyrolean Jet Services (TJS) — австрійська авіакомпанія, заснована 1978 року. Перша австрійська авіакомпанія, що працює в сфері ділової авіації. Більше 25 років відповідає за ділові польоти фірми Swarovski та багатьох інших клієнтів по всьому світу.

## Флот
У володінні компанії є 1 Bombardier Global Express, 1 Dornier 328, 1 Cessna Citation CJ2, і 2 Cessna Citation VII, 2 Airbus ACJ319, 1 Airbus ACJ318 ER, 1 Gulfstream G550.